# Romario Benzar
Romario Sandu Benzar (n. 26 martie 1992, Timișoara, România) este un fotbalist român, care joacă pe post de fundaș la Botoșani în SuperLiga României. Pe plan internațional, are prezențe la națională pentru România Sub-17, România Sub-19, România Sub-21 și România.
El joacă în principal fundaș dreapta, dar poate, de asemenea, să joace și ca mijlocaș. Este fratele mai mare al lui Daniel Benzar.
Pe 10 august 2017, FCSB a anunțat transferul lui Benzar și al coechipierului său de la Viitorul Constanța, Dragoș Nedelcu, pentru suma combinată de 2,7 milioane de euro. Benzar a semnat un contract pe cinci ani cu o clauză de reziliere de 10 milioane de euro. Pe 14 noiembrie 2017 FCSB a răscumpărat cele 20 de procente păstrate de Viitorul în urma transferului pentru 625.000 de euro.
A marcat primul gol pentru FCSB dintr-o lovitură liberă într-un meci câștigat cu 2–1 în fața celor de la Juventus București.
În iunie 2022, a semnat un contract pentru două sezoane cu Farul Constanța.

## Carieră internațională
Benzar a debutat pentru România U-17 la 21 septembrie 2008, într-un joc împotriva Danemarcei U-17.
Cu România U-19 a jucat în Campionatul European de Fotbal sub 19 ani 2011, care a avut loc în România.
Benzar a fost chemat la echipa de seniori a României pentru meciul împotriva Muntenegrului din 4 septembrie 2016.